# Стебник (Івано-Франківський район)
Сте́бник — село в Івано-Франківському районі Івано-Франківської області. Входить до складу Лисецької селищної громади. Історична дата утворення — 1596 рік.
Територія — 3570 тис. м². Населення — 797 чоловік. Телефонний код — 03436.
Через село протікає річка Бистриця Солотвинська.

## Населення

### Мова
Розподіл населення за рідною мовою за даними перепису 2001 року:
| Мова       | Кількість | Відсоток |
| ---------- | --------- | -------- |
| українська | 796       | 99.87%   |
| російська  | 1         | 0.13%    |
| Усього     | 797       | 100%     |